# Stora röda fläcken

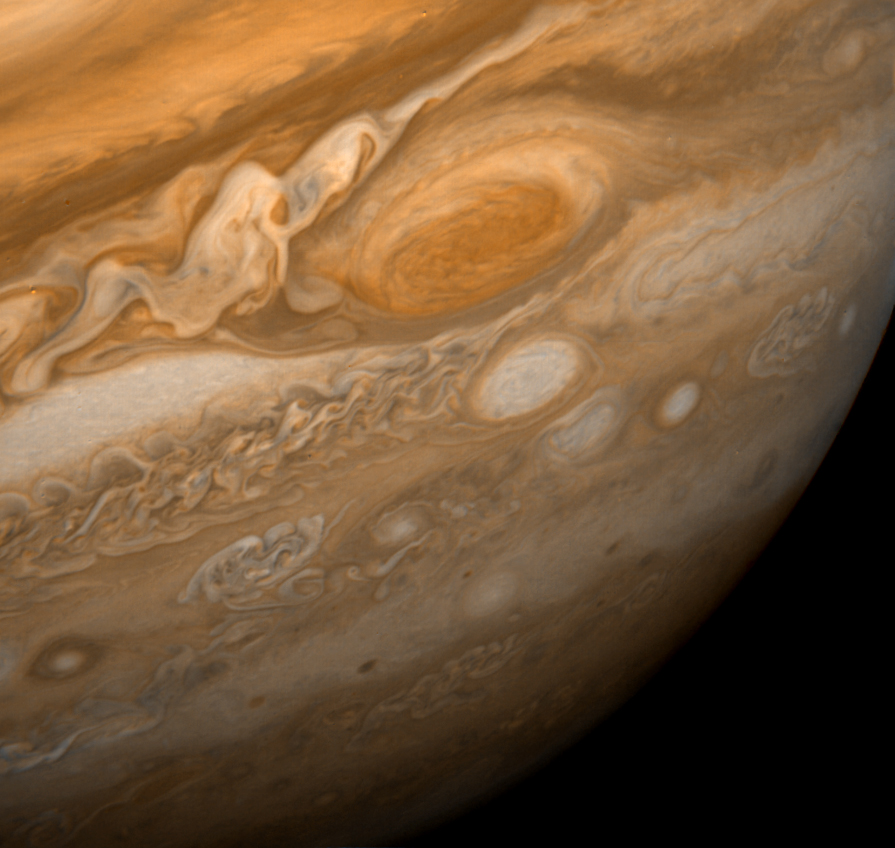
Stora röda fläcken fotograferad 1979 av Voyager 1.

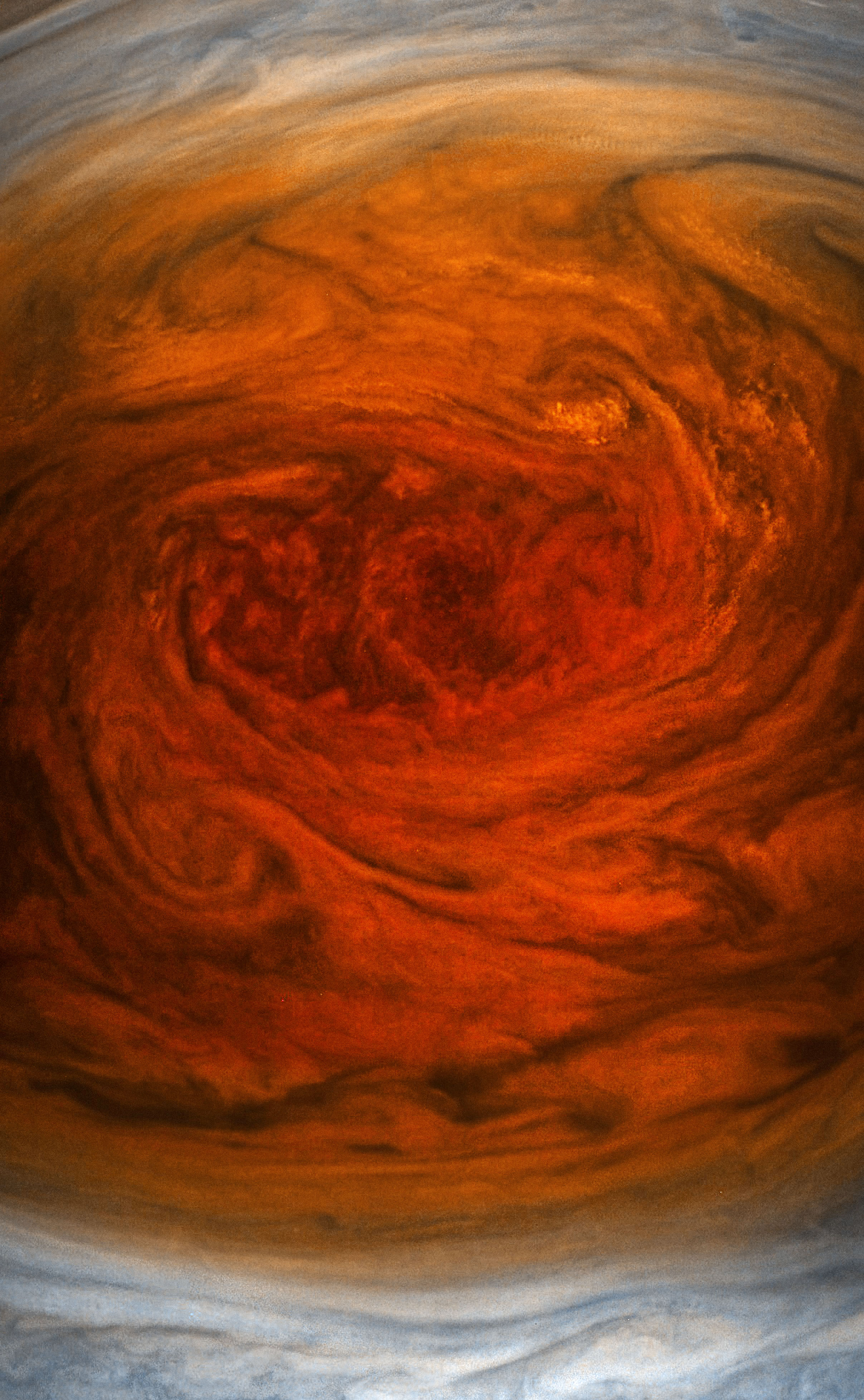
Närbild på Stora röda fläcken från 8 000 kilometers avstånd den 11 juli 2017.

Stora röda fläcken är ett stort röd- eller brunfärgat anticykloniskt stormsystem i planeten Jupiters atmosfär vid 22:a breddgraden söder om Jupiters ekvator, som har pågått minst 195 och kanske så mycket som 360 år.
Stormens storlek minskar vartefter den avtar. Under 1800-talet var stormens diameter ca 4 gånger så stor som jorden. När Voyager 2 flög över Jupiter 1979 var den enbart 2 gånger jordens storlek och 2018 var den enbart 1,3 gånger jordens storlek 
Den är dock så stor att den kan observeras från jorden med relativt små teleskop. Den observerades möjligen först av den engelske naturforskaren Robert Hooke 1664 och med säkerhet av den italienske astronomen Giovanni Cassini, som beskrev den 1665. Sedan 1878 har fenomenet studerats kontinuerligt

Man har känt till andra liknande fast mindre fläckar som varat i decennier. Infraröda observationer och rotationsriktningen tyder på att den röda fläcken är en högtrycksregion vars molntoppar är betydligt högre och kallare än omgivande regioner. Det kan ha funnits liknande strukturer på Saturnus och Neptunus. Man känner inte till hur sådana strukturer kan bestå så länge.

## Utforskande
25 februari 1979 när Voyager 1 var 9 200 000 km från Jupiter, skickade sonden de första detaljerade bilderna av Stora röda fläcken. Molndetaljer som var så pass små som 160 km var synliga. Det färggranna, vågliknande mönstret som ligger i västra delen (vänster) av fläcken visade sig vara en region med extremt komplext och variabelt vågmönster.
Rymdsonden Juno, som gick in i en bana runt Jupiters poler 2016 flög över fläcken 11 juli 2017 och tog åtskilliga bilder från ett avstånd av 8 000 km. Juno kommer att fortsätta studera Jupiters atmosfär, och särskilt den Stora röda fläcken, under hela sitt uppdrag.